# Dickens (Iowa)
Pour les articles homonymes, voir Dickens.
Dickens est une ville du comté de Clay, situé en Iowa, États-Unis. La population était de 202 habitants lors du recensement de 2000.

## Géographie
Dickens est située à 43° 07′ 51″ N, 95° 01′ 14″ O.
Selon le bureau de recensement des États-Unis, la ville a une aire totale de 2,2 km², entièrement sur la terre.